# Formiguer cantaire de Rondônia
El formiguer cantaire de Rondônia (Hypocnemis ochrogyna) és una espècie d'ocell de la família dels tamnofílids (Thamnophilidae).

## Hàbitat i distribució
Habita el sotabosc de la selva pluvial del nord-est de Bolívia i sud de l'Amazònia del Brasil.